# 城陽市立城陽中学校
城陽市立城陽中学校（じょうようしりつ じょうようちゅうがっこう）は、京都府城陽市寺田北山田にある公立中学校。略称「城中」。

## 概要
城陽市中心部に立地し、宇治市・城陽町組合立久世中学校を前身とする中学校である。学校給食センター方式による給食を採用している。

## 沿革

### 学校の創立
1947年4月1日、教育基本法・学校教育法に基づいた義務教育が六・三制度となる新学制が発足した。なかでも戦後の学制改革の中心は、全ての大衆の男女に中等教育を解放した新制中学校の設置であった。久世郡にも新制中学校が4校設置され、久津川村・寺田村・富野荘村には南久世中学校が、小倉村・大久保村には北久世中学校（生徒数248人）が開校した。新制中学校は全国的に1947年5月に開校したところが多く、両校も5月の開校となった。しかし、当時中学校としての独立した校舎・校地は無く、南久世中学校は寺田小学校と南部青年学校を間借りする形で開校し、北久世中学校は男子生徒を小倉小学校に、女子生徒は城南高等女学校に収容することで開校した。翌1948年5月10日には伊勢田の日国工業附属病院（現在の西宇治中学校の校地）を約530万円で譲り受け、独立した中学校として5ヵ村組合立久世中学校が開校した。同時に従来の南久世中学校、北久世中学校は久世中学校に統合されて廃校となり、仮使用の状態が解消されることとなった。元々久世中学校は1946年末頃から5村組合立の中学校として構想されていたが、日国病院の買収交渉がうまくいかず断念した経緯があった。買収に成功した旧日国病院は終戦以来放置されて荒廃した状況であったため、久世中学校は二部授業として開校し、整地・改装作業が終わり二部授業の形態が解消されたのは翌年2月となった。
1951年3月には小倉村・大久保村を含む2町3村が合併して宇治市が誕生したことに伴い、宇治市・久津川村・寺田村・富野荘村組合立久世中学校へ改称し、同年4月には城陽町誕生により、宇治市・城陽町組合立久世中学校へ改称した。これまで泉ヶ丘中学校組合に属していた青谷村も城陽町域となったことにより泉ヶ丘中学校組合を脱退して久世中学校に加わった。
戦後の物資難の時代に設立された久世中学校であったが、当時の久世中学校の校舎は手狭なだけでなく、城陽町からは電車通学が必要で保護者にとって負担であること、建物が老朽化して危険であるなどの問題をかかえていた。町独自の中学校設立は南久世中学校時代からの念願であったが、城陽町成立以後は気運が高まっていったと言える。久世中学校を現地改築するか分離建設を行うか議論がなされたが、1954年5月に宇治市・城陽町組合立久世中学校を発展的に分離して、宇治市西部・城陽町にそれぞれ独立の中学校を設置することが決定した。
1956年4月、久世中学校の発展的分離が実現し、城陽中学校が開校した（久世中学校の校地は西宇治中学校が使用）。城陽中学校は当初西宇治中学校内に二部制授業を用いて仮開校する形がとられ、同年5月、城陽町にある京都府から払い下げられた城南農工場の跡地に移転し、名実ともに城陽中学校が開校した。

### 城陽中学校の沿革
城陽中学校の開校後は、城陽町で唯一の中学校として機能した。1960年には雨天時の集会や体育の授業が可能となる体育館が完成し、1967年には学校給食が開始された。1971年にはプールが設置された。1972年5月には城陽町の人口増加に伴う市制施行により、城陽市立城陽中学校へ改称した。
1970年代に入ると城陽中学校は急激な生徒数増加に見舞われていた。1970年代前半は第一次マンモス期と呼ばれ、1972年には教室の不足により、プレハブ校舎4教室が設置された。1970年に城陽中学校の生徒数は1057人であったが、1973年には1602名に達した。マンモス校と化した城陽中学校の過密状態を解消すべく、1974年には城陽市で2校目の中学校となる城陽市立西城陽中学校が開校した。西城陽中学校の分離により、城陽中学校の生徒数は1057人へ減少し、プレハブ教室の解消が実現された。
西城陽中学校分離後も生徒数増加は続き、1970年代後半は第二次マンモス期と呼ばれた。1977年には生徒数が1500人を突破した。1979年には城陽市で3番目の中学校となる城陽市立南城陽中学校が開校した。しかし、南城陽中学校開校直後も生徒数は1200人を超える水準で依然として多く、第三次マンモス期となっていた。
1981年には城陽市で4番目の中学校となる城陽市立東城陽中学校を分離・開校することにより、城陽中学校の生徒数は613人に減少し、マンモス校状態は解消された。翌年の1982年に城陽中学校の東校舎の鉄筋コンクリート化と、体育館の改修工事が竣工した。更に1986年には校舎改築事業が全て竣工し、市立学校で唯一残っていた木造校舎は解消されることとなった。

### 年表
- 1947年（昭和22年）5月 - 久津川・寺田・富野荘3ヵ村組合立南久世中学校開校。青谷・多賀2ヵ村組合立泉東中学校開校。
- 1948年（昭和23年）5月 - 久津川・寺田・富野荘3ヵ村組合立南久世中学校と大久保村・小倉村2ヵ村組合立北久世中学校を統合し、5ヵ村組合立久世中学校開校（現在の西宇治中学校）。
- 1949年（昭和24年）4月 - 青谷村・多賀村・井手町の3ヵ町村組合立泉ケ丘中学校を設立（泉東中学校を廃止）。
- 1951年（昭和26年）3月 - 小倉村・大久保村の宇治市編入にともない、宇治市ほか3ヵ村組合立久世中学校と改称。
- 1951年（昭和26年）4月 - 城陽町の誕生により、久世中学校は宇治市・城陽町組合立久世中学校となる。青谷村は泉ヶ丘中学校組合より脱会。
- 1951年（昭和26年）9月 - ジェーン台風により校舎が損壊。
- 1953年（昭和28年）9月 - 台風13号の影響で避難所となり、二部授業を実施。
- 1954年（昭和29年）5月 - 宇治市・城陽町組合立久世中学校を発展的に分離して、宇治・城陽にそれぞれの独立の中学校を設置することを決定。
- 1956年（昭和31年）4月 - 城陽町立城陽中学校開校（西宇治中学校内に併置）。
- 1956年（昭和31年）5月 - 現在地（木造2階建て南校舎・北校舎）に移転。
- 1957年（昭和32年）8月 - 本館完成。
- 1960年（昭和35年）4月 - 国立京都療養所内に養護学級を設置。
- 1960年（昭和35年）6月 - 体育館完成。
- 1964年（昭和39年）11月 - 新館南鉄筋コンクリート校舎（西）完成。
- 1965年（昭和40年）4月 - 障害児学級を設置（京都療養所内）。
- 1965年（昭和40年）11月 - 創立十周年記念式典にて、校歌・校旗制定。
- 1967年（昭和42年）6月 - 完全給食を実施。
- 1968年（昭和43年）3月 - 校舎を増築。
- 1970年（昭和45年）3月 - 国立京都療養所内に設置されていた養護学級を閉級。
- 1970年（昭和45年）10月 - 裏門・クラブボックス設置。
- 1971年（昭和46年）7月 - プール完成。
- 1972年（昭和47年）5月 - 市制施行に伴い城陽市立城陽中学校へ改称。プレハブ校舎4教室完成。
- 1973年（昭和48年）5月 - プレハブ6教室完成。
- 1974年（昭和49年）4月 - 城陽市立西城陽中学校を分離（プレハブ普通教室を解消）。
- 1977年（昭和52年）9月 - プレハブ柔道場完成。
- 1979年（昭和54年）4月 - 城陽市立南城陽中学校を分離。米飯給食を開始。
- 1981年（昭和56年）4月 - 城陽市立東城陽中学校を分離。
- 1982年（昭和57年）1月 - 体育館を改修
- 1982年（昭和57年）3月 - 東校舎・配膳室（鉄筋コンクリート）完成。
- 1982年（昭和57年）10月 - グラウンド改修工事完成。
- 1986年（昭和61年）3月 - 校舎改築事業完成（全ての校舎の鉄筋コンクリート化）。
- 1986年（昭和61年）12月 - 格技場完成。
- 1988年（昭和63年）9月 - 南校舎の大規模改造工事が完成。
- 1994年（平成6年）12月 - 温蔵庫を設置。
- 1998年（平成10年）4月 - 焼却炉廃止に伴いシュレッダーを設置。
- 2002年（平成14年）3月 - 防犯システムを設置。
- 2005年（平成17年）3月 - 体育館・プール改築工事が完成。
- 2008年（平成20年）9月 - コンピューター機器の更新が完了。

## 教育目標
- 深く考え、進んで行う生徒（熟慮・実践）
- 体を鍛え明るくすなおな生徒（鍛錬・明朗）
- 自分を知り仲良く助け合う生徒（自他の尊重）

## 部活動
2011年度の部活動一覧である。
体育系
- サッカー部
- 水泳部
- 陸上競技部
- 男子ソフトテニス部
- 女子ソフトテニス部
- 野球部
- ソフトボール部
- 男子バスケットボール部
- 女子バスケットボール部
- 柔道部
- 剣道部
- 女子バレーボール部
- 卓球部

文化系
- 演劇部
- 吹奏楽部
- 美術部

## 通学区域
城陽市においては公立学校選択制が導入されていないため、この2校の小学校区在住の場合、市立中学校への進学は基本的に城陽中学校となる。
- 城陽市立寺田小学校（全域）
- 城陽市立寺田南小学校（全域）

## 周辺施設
- JR奈良線 城陽駅
- 城陽市男女共同参画支援センター
- 山城家畜保健衛生所
- 京都生協城陽店
- しいの木保育園
- しらとり幼稚園

## 交通
- 近鉄京都線 寺田駅下車 東北東へ約1,100m
- JR奈良線 城陽駅下車 東へ約300m

## 著名な出身者
- 宮野ケイジ（映画監督）
- 玉山鉄二（俳優）
- 柴田博之（陸上競技選手・指導者）

## 通学区域が隣接している学校
- 城陽市立東城陽中学校
- 城陽市立北城陽中学校
- 城陽市立西城陽中学校
- 城陽市立南城陽中学校
- 宇治田原町立維孝館中学校
- 宇治市立宇治中学校
- 宇治市立広野中学校